# 比利亚尔卡萨尔德西尔加
比利亚尔卡萨尔德西尔加，是西班牙卡斯蒂利亚-莱昂帕伦西亚省的一个市镇。 总面积25平方公里，总人口229人（2001年），人口密度9人/平方公里。